# Then Swänska Argus

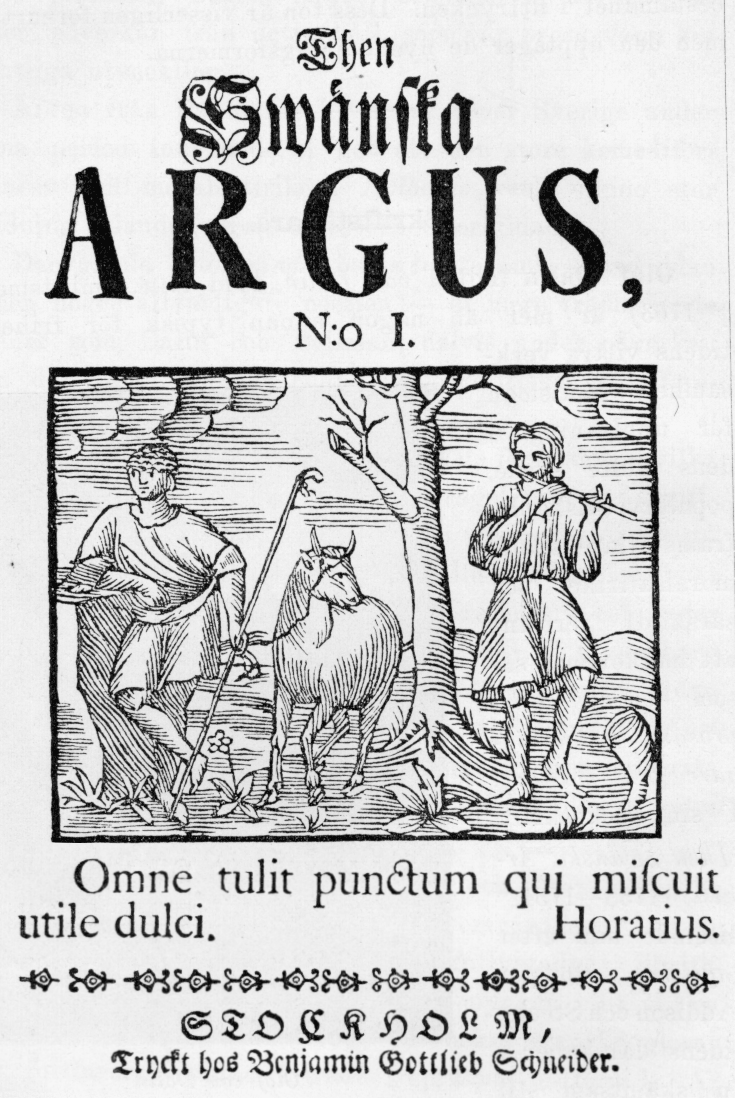
Erste Ausgabe Then Swänska Argus (Der Schwedische Argus).

Then Swänska Argus (alt-schwedisch für Der Schwedische Argus) war eine vom Schriftsteller und Historiker Olof von Dalin herausgegebene Wochenzeitschrift.

## Geschichte
Die erste Ausgabe erschien anonym am 13. Dezember 1732. Then Swänska Argus orientierte sich an den beiden englischen Zeitschriften The Tatler und The Spectator. So waren einige Artikel Übersetzungen bestimmter Texte dieser Blätter. Jede Ausgabe umfasste sechs bis zehn Seiten und behandelte in Kurzgeschichten, Gedichten und Artikeln moralische, religiöse, politische und ökonomische Fragen, oftmals gepaart mit geistreicher Satire. Charakteristisch für diese Form war einerseits die unterhaltende Darstellungsweise und andererseits das Bemühen, die Leser zu erziehen. Die Zeitschrift war ein Resultat der wachsenden bürgerlichen Öffentlichkeitskultur. Hier kam, im Gegensatz zu den Zeitungen, das Individuum und nicht die weltliche und geistliche Obrigkeit zu Wort. Das Ideal war der aufgeklärte Bürger und man verspottete die Herrschenden.
Für die Entwicklung der schwedischen Sprache besaß die Zeitschrift durch ihre große Verbreitung und modernen Sprachgebrauch eine große Bedeutung. Dalin zog einen einfacheren Sprachstil vor als allgemein üblich. Zum Beispiel schrieb er das schwedische Wort für „Kirche“ nicht „Kyrkhia“, sondern „kyrka“. Der Einfluss war so groß, dass die Ausgaben heute als Trennlinie zwischen der älteren und der modernen neu-schwedischen Sprache angesehen werden.
Die letzte Ausgabe der Zeitschrift erschien 1734. Aufgrund seiner großen Popularität wurde Then Swänska Argus 1754 komplett neu aufgelegt. Das Blatt hatte viele Nachahmer, aber die meisten konnten die Qualität des Originals nicht erreichen.